# 21e régiment d'artillerie coloniale
Pour les articles homonymes, voir 21e régiment.
« Groupe d'artillerie coloniale de Madagascar » redirige ici. Pour les autres significations, voir Groupe d'artillerie coloniale de Madagascar (homonymie).
Le 21e régiment d'artillerie coloniale (21e RAC) est une unité militaire de l'artillerie coloniale. Il combat pendant la Première Guerre mondiale au sein de la 11e division d'infanterie coloniale et pendant la Seconde Guerre mondiale au sein de la 5e division d'infanterie coloniale. Il est finalement recréé sur l'île de Madagascar de 1958 à 1964 sous le nom de Ier groupe du 21e régiment d'artillerie de marine (I/21e RAMa), ancien groupe d'artillerie coloniale de Madagascar (GACM).

## Création et différentes dénominations
- 1er avril 1917 : création du 21e régiment d'artillerie coloniale (21e RAC)
- 31 mars 1919 : dissous
- 2 septembre 1939 : nouvelle formation du 21e régiment d'artillerie coloniale (21e RAC)
- 16 avril 1940 : devient 21e régiment d'artillerie coloniale mixte malgache (21e RACMM)
- juin 1940 : détruit au combat
- 1er avril 1949 : formation du groupe d'artillerie coloniale de Madagascar (GACM)
- 1er décembre 1958 : devient Ier groupe du 21e régiment d'artillerie de marine (I/21e RAMa)
- 31 octobre 1964 : dissous

## Historique

### Première Guerre mondiale

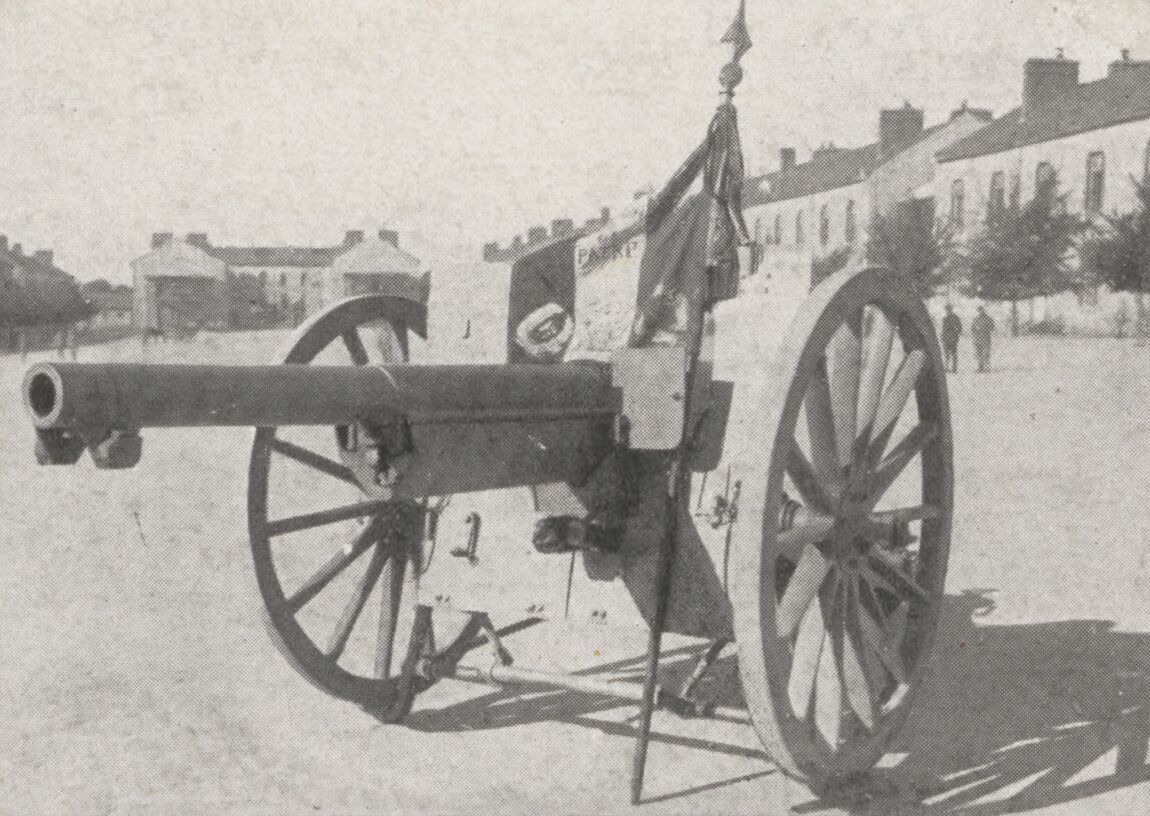
Photographie de couverture de l'historique régimentaire publié vers 1919-1920.

Le 21e régiment d'artillerie coloniale est formé le 1er avril 1917 par réunion des trois groupes de canons de 75 formant l'artillerie divisionnaire de la 11e division d'infanterie coloniale (AD/11e DIC) :
- un groupe du 7e régiment d'artillerie de campagne qui devient le Ier groupe (21e, 22e et 23e batteries),
- un groupe du 57e régiment d'artillerie de campagne qui devient IIe groupe (24e, 25e et 26e batteries),
- un groupe du 1er régiment d'artillerie coloniale qui devient IIIe groupe (27e, 28e et 29e batteries).

Le régiment est complété par un parc d'artillerie, la 21e section de munitions d'infanterie et les 22e et 23e sections de munitions d'artillerie. Fin 1917, la 101e batterie bis de mortiers de 58 du 1er régiment d'artillerie de montagne devient la 101e batterie de 58 du 21e régiment d'artillerie coloniale.
Après l'armistice de Thessalonique (29 septembre) et la capitulation bulgare, les Ier et IIIe groupes stationnent avec la 11e DIC dans la région de Prilep. Pendant ce temps, le IIe groupe participe à l'exploitation de la manœuvre d'Uskub et participe à la poursuite des Autrichiens et des Allemands en direction du Danube. L'avance rapide conduit le groupe à perdre tous ses chevaux et il doit réquisitionner des bœufs dans les différents villages, en plus de chevaux récupérés sur l'armée bulgare. L'équipement des artilleurs souffre également. Il arrive le 11 novembre dans la région de Semendria, en Serbie, où il est rejoint par les deux autres groupes fin décembre. Le régiment souffre fortement des conditions climatiques difficiles et perd de nombreux hommes par maladie.
Le 31 décembre 1918, les troisièmes batteries de chaque groupe sont dissoutes. Le régiment, entré en Hongrie en janvier 1919, est dissous le 31 mars 1919. Le lendemain, toutes les batteries restantes sont dissoutes, sauf les 21e et 22e qui rejoignent à Szégedin le 274e régiment d'artillerie (76e division d'infanterie).

### Seconde Guerre mondiale
Le régiment est recréé le 2 septembre 1939. Mobilisé à Libourne, il forme, avec le 221e régiment d'artillerie lourde coloniale (221e RALC), l'artillerie de la 5e division d'infanterie coloniale,,.
Formé à trois groupes armés de canons de 75, le régiment est renforcé par la 10e batterie divisionnaire antichar, équipée de canons de 47, qui rejoint le 23 octobre 1939. La division rejoint la Lorraine dès septembre et passe en première ligne mi-décembre dans la zone de Faulquemont et de Saint-Avold. En février 1940, elle est relevée et repart à l'instruction en Haute-Saône. En avril, l'artillerie divisionnaire reçoit le renfort de 1 000 artilleurs malgaches : les 21e et 221e deviennent des régiments mixtes malgaches (21e RACMM et 221e RALCMM) le 16 avril.
Après le déclenchement de la bataille de France le 10 mai, la 5e DIC et son artillerie, rejoignent d'abord la région de Belfort puis, après contrordres, Creil le 18 mai. Affectés le lendemain à la 7e armée, les hommes de la division effectuent marches et contre-marches, avant de finalement relever sur la Somme entre Longpré-les-Corps-Saints et Picquigny la 3e division légère de cavalerie le 4 juin au soir. L'offensive allemande est relancée le lendemain matin par le XVe corps d'armée motorisé allemand, alors que la division n'a pas eu le temps de s'installer, : du 21e RACMM, seuls le IIe groupe et une batterie du Ier sont en place, respectivement au sud-est de Le Mesge et sur la cote 116 (à l'est de Hangest),,. La 7e Panzerdivision attaque par Condé-Folie et la 5e Panzerdivision par Pont-Remy et les deux unités submergent l'infanterie française sans parvenir à la détruire. Les cinq batteries non engagées des Ier et IIIe groupe du 21e RACMM se déploient autour de midi dans le bois de Warlus (entre Warlus et Montagne-Fayel) et bloquent, en tir direct, pendant toute l'après-midi, les blindés allemands qui tentent de poursuivre vers le sud. Incapables de se replier, les deux groupes continuent de résister sur place jusqu'au lendemain matin où leur position est finalement prise par les Allemands. Le rapport d'un officier français, revenu sur le champ de bataille le 7 après sa capture, compte 52 blindés détruits.
Le IIe groupe du 21e RACMM parvient seul à replier quelques canons. Installé dans la nuit du 5 au 6 avec les restes de la division sur une ligne de Camps-en-Amiénois à Bougainville, il est à son tour quasiment annihilé : un seul canon de 75 peut être replié jusqu'à Vernon. Les rescapés des 21e et 221e régiments d'artillerie, 267 officiers et soldats, forment avec les 150 fantassins restants un bataillon de marche. Les derniers soldats de la division parviennent à se replier jusqu'au Lot quand l'armistice entre en effet (25 juin). Le 21e RACMM est alors officiellement dissous.

### Après 1945
Le 1er avril 1949, le groupe d'artillerie coloniale de l'Émyrne devient le groupe d'artillerie coloniale de Madagascar (GACM), concentré autour de Diégo-Suarez (aujourd'hui Antsiranana). Le 1er décembre 1958, le GACM prend le nom de Ier groupe du 21e régiment d'artillerie de marine. Il est dissous le 31 octobre 1964.

## Chefs de corps
- 1917 - 1918 : colonel Delbecq[2]
- 1918 - 1919 : lieutenant-colonel Defer[2]
- 1939 - 1940 : lieutenant-colonel Damoy[22]

## Insignes

Insigne du GACM, repris par le I/.

### Seconde Guerre mondiale
L'insigne du 21e RAC de 1939-1940 présente un tigre, symbole de la force de frappe du régiment, sur un tube de canon.

### Après 1945
Le I/21e RAMa reprend l'insigne du groupe d'artillerie coloniale de Madagascar : un zébu chargeant, sur une carte de l'île.

## Étendard du régiment
Il porte, cousues en lettres d'or dans ses plis, les inscriptions suivantes :
- Monastir 1917-1918
- Uskub 1918
- AFN 1952-1962

## Décorations
Le régiment n'a pas été cité à l'ordre en tant qu'unité constituée. Les Ier et IIIe groupes du 21e RACMM ont été cités à l'ordre de l'armée pour le résistance au bois de Warlus les 5 et 6 juin 1940 (croix de guerre 1939-1945 avec palme).